# Urostachys longus
Urostachys longus là một loài thực vật có mạch trong Họ Thạch tùng. Loài này được (Copel.) Herter miêu tả khoa học đầu tiên năm 1949.